# Trio Lescano
Le Trio Lescano est un trio musical féminin, chantant en italien et en allemand et composé de 1936 à 1943 de trois sœurs d’origine hongroise-hollandaise: Alessandra Lescano (Alexandrina Eveline Leschan, 1910-1987), Giuditta Lescano (Judik Leschan, 1913-1976) et “Caterinetta” Lescano (Catherine Matje Leschan, 1919-1965) ; cette dernière quitte le groupe en 1946 et est remplacée par l’italienne Maria Bria (1925-). Le nom Lescano est l’italianisation du nom de famille hongrois des trois sœurs.

## Histoire

### Le début
Les trois sœurs Leschan sont les filles d’Alexander Leschan, un acrobate hongrois né en 1877 à Budapest, et d’Eva de Leeuwe, une chanteuse d’opérette, juive hollandaise, née à Amsterdam en 1892. Beaucoup de leurs proches sont des musiciens, vraisemblablement populaires : leur grand-père, David de Leeuwe, est violoniste et trois de leurs oncles pianistes. Aux Pays-Bas, où elles sont nées et ont grandi, les deux sœurs aînées travaillent comme acrobates dans des spectacles de cirque. Tout en étant hollandaises de naissance et de langue, les trois sœurs sont citoyennes hongroises jusqu’à leur naturalisation italienne.
À la suite d'un accident, le père devient invalide et la mère, artiste de variété, décide de créer une formation de bal acrobatique, à laquelle toutefois ne participent qu’Alexandrina et Judik, sous la direction de l’imprésario Enrico Portino. Ensemble, ils créent le corps de ballet The Sunday Sisters, et commencent à s’exhiber en Europe, en Syrie et au Liban. Catharina, qui est encore trop jeune, reste dans un collège à Amsterdam.

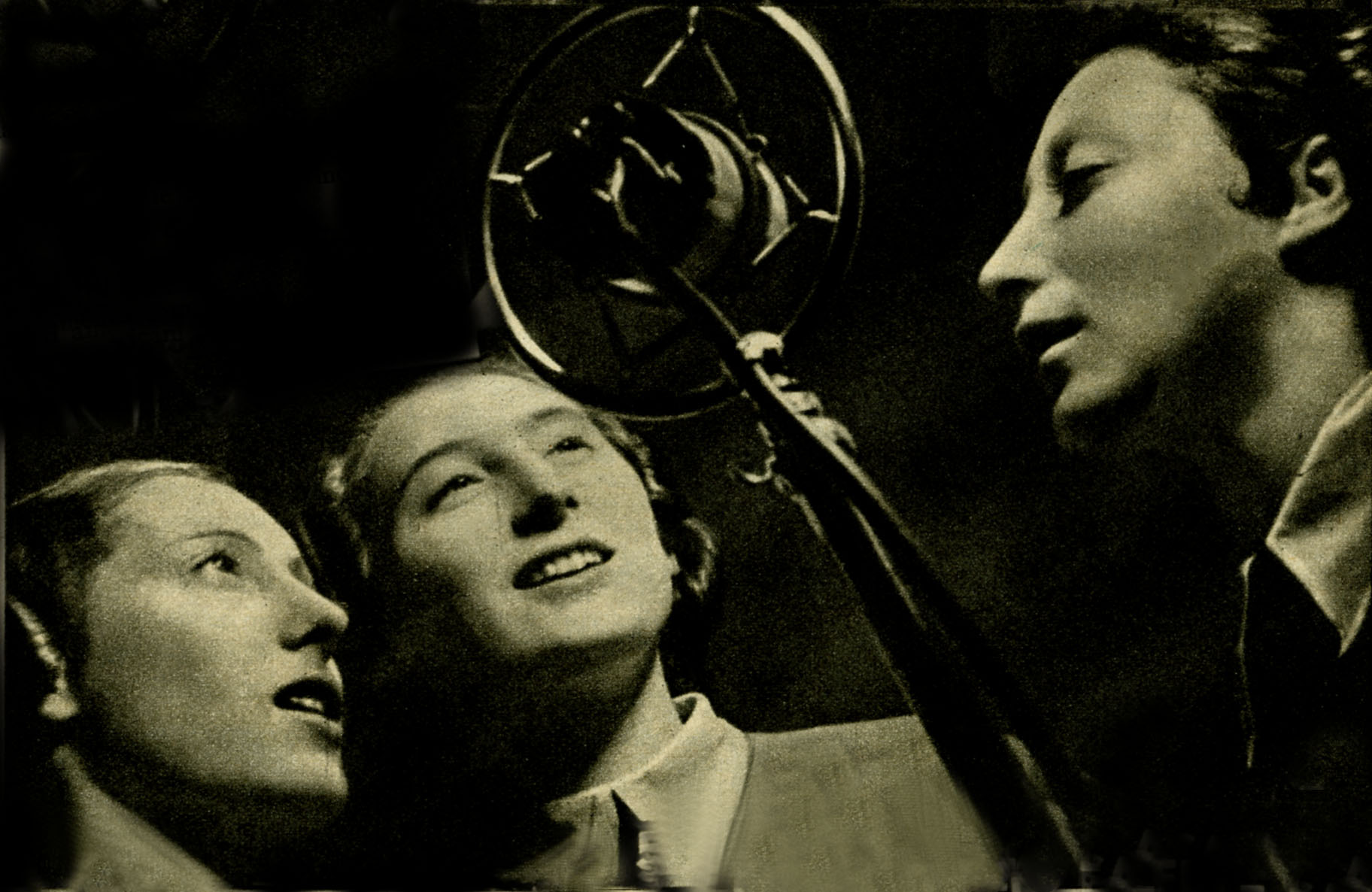
Le Trio Lescano en 1938

En 1935, les sœurs Leschan arrivent à Turin, où elles sont remarquées par le Maestro Carlo Prato, directeur artistique du siège local de l’EIAR (Ente Italiano per le Audizioni Radiofoniche / Agence italienne pour les Auditions de la Radio). Celui-ci décide de les préparer vocalement comme trio spécialisé dans le chant harmonisé. Leur première référence d’Amérique sont les Boswell Sisters. Les trois sœurs sont mises sous contrat par Parlophon, un label distribué alors par Cetra, avec le nom de “Trio Vocale Sorelle Lescano” (abrégé en “Trio Lescano”). En effet, leurs noms ont été italianisés et leur premier disque, Guarany Guaranà, est gravé le 22 février 1936, avec l'Orchestre de la Chanson de l’EIAR dirigé par Cinico Angelini. Il est publié le mois suivant.

### Le succès

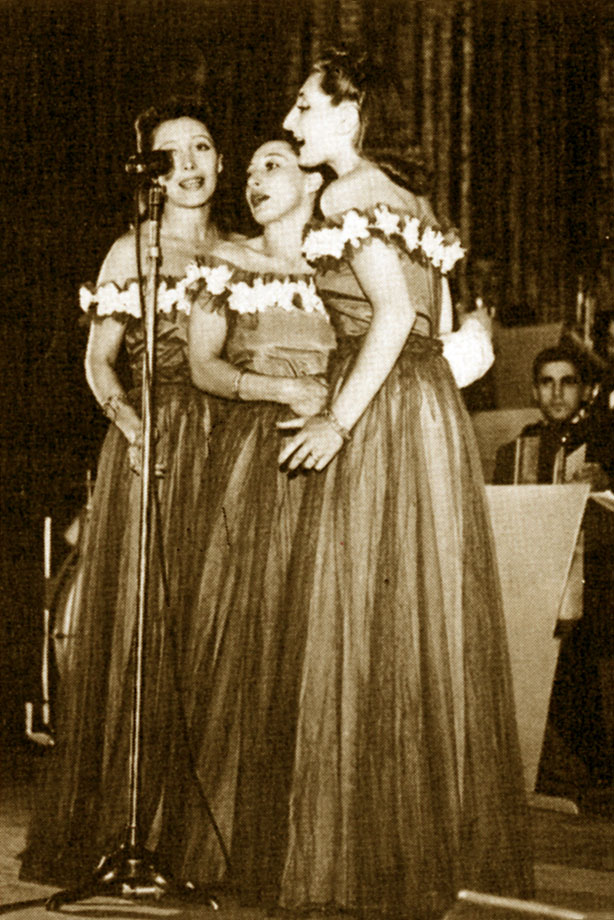
Le Trio Lescano en 1942

Les années de 1937 à 1941 sont essentielles pour leur histoire : elles entrent dans l’Orchestre Cetra dirigé par Pippo Barzizza, et ce partenariat artistique les amène en peu de temps à conquérir une extraordinaire popularité, si bien qu’elles sont invitées à inaugurer les émissions expérimentales de la “Radiovision”, la future télévision. En 1940, elles apparaissent avec un numéro musical (Oh! Ma-ma!) dans le film dirigé par Giacomo Gentilomo et consacré à l’EIAR, Ecco la radio!. Très nombreux sont en cette période les enregistrements pour le label Cetra, sous la direction du Maestro Barzizza.
Le 30 mars 1942, sur une proposition de Benito Mussolini, Victor-Emmanuel III leur octroi la nationalité italienne et cette nouvelle — malgré les difficultés dues à la guerre — a une grande résonance dans les journaux. Comme souligné dans le spectacle Non ce ne importa niente des Sorelle Marinetti, la presse invente pour elles des définitions telles que “Les trois grâces du micro”, “Le phénomène du siècle”, “Les trois sœurs qui réalisent le mystère de la Trinité céleste”.
En 1943, les Lescano participent à la revue Sogn[i]amo insieme de Nelli et Mangini, avec Wanda Osiris (appelée à cette époque “Vanda Osiri”), Carlo Dapporto, Letizia Gissi, Nino Gallizio et Gianna Giuffré, avec des musiques originales de Giuseppe Anepeta, chorégraphies de Vera Petri et direction de Mangini même.
Au cours de leur carrière, les Lescano accompagnent des chanteurs célèbres comme Ernesto Bonino (La famiglia canterina de Bixio et Cherubini), Enzo Aita (Ma le gambe, de Bracchi et D’Anzi), Maria Jottini (Maramao perché sei morto? de Consiglio et Panzeri), Oscar Carboni (Firenze sogna, de Cesare Cesarini, Ti pi tin et Lungo il margine del fiume) et Silvana Fioresi (Pippo non lo sa de Gorni Kramer et Il pinguino innamorato de Casiroli, Consiglio et Rastelli).
Le style du Trio est basé sur une virtuosité vocale raffinée et sur des harmonisations swing et jazz. Grâce à la radio, les Lescano sont invitées à la Cour royale par le prince Umberto de Savoie ; lors d’une de ces réceptions, Benito Mussolini, en personne, leur manifeste son admiration.

### L’arrestation alléguée de 1942
Au cours d’une interview donnée en 1985, Alexandra Leschan (déjà assez âgée et veuve de Guido Franceschi) affirma avoir été arrêtées, elle-même ainsi que ses sœurs, par la Milice fasciste après un concert au Théâtre Grattacielo de Gênes. Alexandra précisa que, sous l’accusation d’espionnage, elles furent menées à la prison de Marassi: leurs dénonciatrices auraient été les sœurs Codevilla du Trio Capinere, jalouses de leur succès. Toujours au dire d’Alexandra, les trois sœurs auraient été obligées de collaborer comme interprètes dans les interrogatoires des partisans prisonniers, en raison de leur connaissance de l’allemand.
Contre de telles affirmations, une recherche historique a été publiée vingt-cinq ans plus tard par Virgilio Zanolla. Ayant comparé les déclarations d’Alexandra Leschan de 1985 avec les chroniques génoises de l’époque, cet historien put affirmer que, ni dans la période en question ni avant ou après celle-ci, il n’y eut jamais d’arrestation et que, au contraire, en novembre 1942, le Trio s’exhiba, dans le chef-lieu de la Ligurie, dans de nombreux concerts qui remportèrent un grand succès au cours de deux semaines. Zanolla lui-même avança l’hypothèse que l’invention de cet épisode pût être due, quarante ans après la fin du fascisme, au désir d’éloigner toutes les rumeurs de compromission avec ce régime. D’après le témoignage de Mme Maria Rosaria Epicureo, recueillie par ledit Zanolla, il s’est avéré que le mensonge de l’arrestation fut concocté par les trois sœurs afin d’éloigner de leurs personnes le soupçon d’une connivence avec le régime fasciste, en gonflant d’une manière exagérée une simple convocation dans un commissariat de police.

### La fin du Trio

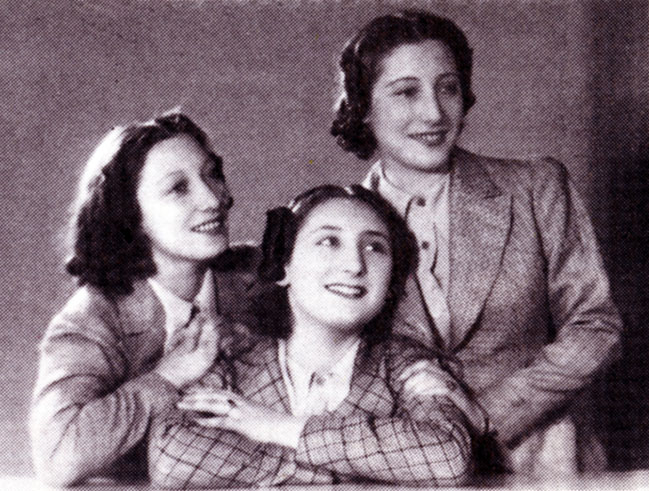
Il Trio Lescano nel 1940

Après la guerre, en juin 1946, Catharina quitta le Trio, officiellement pour se marier , mais en réalité pour des contrastes de nature économique avec ses sœurs et leur mère. Elle fut remplacée par la jeune chanteuse turinoise Maria Bria, qui avait alors vingt-et-un ans. Celle-ci, après une série de concerts en Italie, partit en 1947 avec Sandra et Giuditta pour l’Amérique du Sud, où les deux sœurs Lescano avaient trouvé un engagement. Le Trio poursuivit son activité dans cette nouvelle formation jusqu’en 1950, année de sa dissolution.
La fin du Trio fut justement provoquée par l’abandon du groupe de la part de Maria Bria. Celle-ci, en effet, entrée dans le groupe sans que le public ne se fût jamais aperçu du changement, aurait travaillé presque toujours sans être payée. En 1950, sa situation économique étant devenue insoutenable, Maria décida de s’en aller, de sorte que les deux Lescano ne furent plus en mesure de poursuivre leur activité. Rentrée par la suite en Italie, avec les deux enfants nées de sa liaison avec l’imprésario argentin Manuel Beiras, elle fut embauchée comme employée par la Mairie de Turin, et prit sa retraite en 1977. Ce ne fut qu’en 1997 que le grand public eut connaissance du remplacement survenu en 1946, et cela sur l’initiative de Paolo Limiti, qui invita Maria Bria à raconter son expérience avec le groupe dans son émission Ci vediamo su RAI 1. Toutefois, au cours d’une interview de 2010, Maria Bria affirma que le Trio cessa d’exister quand Giuditta s’en alla après son mariage.
Alessandra et Giuditta restèrent en Amérique du Sud, à Caracas; mais en 1955, elles furent rejointes par leur cadette, Caterina, restée jusqu’alors en Italie, à Turin. Elle fut la première à décéder à l’âge de 46 ans, le 3 octobre 1965 à cause d’un cancer. Alessandra, l’aînée, revint en Italie et mourut à Fidenza en 1987. À l’époque de son décès, on croyait qu’elle était la seule survivante, car on ne sait rien de Giuditta, probablement morte au Venezuela dans les années 1970, même si certains sites soutiennent qu’elle décéda en 2007. Ce mystère relativement au lieu et à la date de sa mort devint l’objet d’un épisode de l’émission Chi l'ha visto?, dans la saison 2010-11. Une résolution de la municipalité de Turin, datant de 2013 et concernant l’apposition d’une plaque là où le Trio séjourna en ville, fixe la date de son décès en 1976.

## Discographie partielle
78 tours
- 22 février 1936 - Guarany Guaranà / Edera (Parlophon, GP 91913; face B Orchestra Angelini)
- 1936 – Anna / Contemplazione (Parlophon, GP 91976)
- 1936 - Fiore del Tigrai /Bel moretto (Parlophon, GP 91977)
- 1936 - Nostalgia di baci / Festa sull'aia (Parlophon, GP 91995; con Vincenzo Capponi)
- 1936 - La canzone delle mosche / Valzer della fisarmonica (Parlophon, GP 92054)
- 1936 - La canzone delle rane / Topolino al mercato (Parlophon, GP 92055)
- 1937 - Cuori sotto la pioggia / Senza parlare (Parlophon, GP 92088)
- 1937 - Tu che mi fai piangere / Nostalgia (Parlophon, GP 92137; face A avec Emilio Livi, face B Livi seul)
- 1937 - Una chitarra e quattro parole d'amore / Sta attenta al tuo cuor (Parlophon, GP 92138; face A avec Emilio Livi, face B Livi seul)
- 1937 - Topino d'oro / Sogno tzigano (Parlophon, GP 92142; face A avec Gino Del Signore, face B Del Signore seul)
- 1937 - Io conosco un bar / Piccola Marì (Parlophon, GP 92146)
- 1937 - The Genera’sl Fast Asleep / Vivere (Parlophon, GP 92147)
- 1937 - Torna piccina / Oh! Questa non si fa (Parlophon, GP 92148; face B avec Giacomo Osella)
- 1937 - Fiore di luna / Lezione di danza (Parlophon, GP 92162; face A avec Gino Del Signore, lato B Del Signore seul)
- 1937 - Ronda di primavera / Pranzo solo (Parlophon, GP 92163; face A avec Gino Del Signore, face B Del Signore seul)
- 1937 - E tu? / Com'è bello far l'amore (Parlophon, GP 92164; face A avec Gino Del Signore, face B Del Signore avec Nina Canonico Artuffo)
- 1937 – Haway / Tu sei la vita mia (Parlophon, GP 92166; face A avec Emilio Livi, face B Emilio Livi seul)
- 1937 - Ha gli occhi neri / Luna di miele (Parlophon, GP 92168; avec Vincenzo Capponi)
- 1937 - L'isola magica / Valzer di Margherita (Parlophon, GP 92169; face A avec Vincenzo Capponi; face B Capponi seul)
- 1937 - Inutilmente, o barone... / Mi chiamo Viscardo (Parlophon, GP 92171; face A avec Nunzio Filogamo; face B Filogamo seul)
- 1937 – Direttissimo / C'è un fiore (Parlophon, GP 92173)
- 1937 – Pupa / Tulilem blem blù (Parlophon, GP 92174)
- 1937 - Il tuo sorriso / Quello che tu non sai (Parlophon, GP 92184; face A avec Aldo Masseglia; face B Masseglia seul)
- 1937 - Al Rosen bar  /Romanzo (Parlophon, GP 92185; face A avec Aldo Masseglia; face B Masseglia seul)
- 1937 - Il piccolo generale si è addormentato / Rosso e nero (Parlophon, GP 92186; avec Aldo Masseglia)
- 1937 - Tu-Sto bene così / Una ragazza delle Follies-Solo il tuo amore (Parlophon, GP 92187; avec Aldo Masseglia)
- 1937 - Lasciati andare / Solchiamo il mare (Parlophon, GP 92188; face A avec Aldo Masseglia; face B Masseglia seul)
- 1937 - Sogno blu / Transatlantico (Parlophon, GP 92189; face B avec Aldo Masseglia)
- 1937 - Fascino slow / Non dimenticar le mie parole (Parlophon, GP 92190; avec Emilio Livi)
- 1937 – Sonia / No!Io non piango per te (Parlophon, GP 92191; face A avec Emilio Livi; face B Livi seul)
- 1937 - Prima che il gallo canti / Sei tu (Parlophon, GP 92193; face A avec Vincenzo Capponi; face B Capponi seul)
- 1937 - Cow-boy / L'organetto (Parlophon, GP 92199)
- 1937 - È tanto facile amarti / Crepuscolo (Parlophon, GP 92205; face A avec Harvedo Felicioli; face B Felicioli seul)
- 1937 - Tango di Ramona / Prendi il mio cuore (Parlophon, GP 92206; face A avec Harvedo Felicioli; face B Felicioli seul)
- 1937 - Il mio amore eri tu / Notte su Miami (Parlophon, GP 92207; face A avec Harvedo Felicioli; face B Felicioli seul)
- 1937 – Villanella / Dimmi ancora t'amo (Parlophon, GP 92210; face A avec Aldo Masseglia; face B Masseglia seul)
- 1937 - Cinquant'anni fa / Tu che ti chiami amor (Parlophon, GP 92211; face A avec Aldo Masseglia; face B Masseglia seul)
- 1937 - Gioventù...la tua canzone non può morire / Bimba non sognar (Parlophon, GP 92212; face A avec Aldo Masseglia; face B Harvedo Felicioli seul)
- 1937 - Tu vivi nel mio cuore / Ho il cuore tenero (Parlophon, GP 92220; face B avec Nunzio Filogamo)
- 1937 - Lasciamoci con un sorriso / Tornerai (Parlophon, GP 92317)

## Chansons

### Chansons du Trio Lescano
- A cuore a cuore a bocca a bocca (1938)
- Accanto al Pianoforte (1942)
- Addio tulipan (1941-42)
- Anna (1936)
- Arriva Tazio (1939?)
- Batticuore (1941)
- Bel moretto (1936)
- Camminando sotto la pioggia (1942)
- Das Geheimnis meiner liebe (Un segreto) (1942)
- La Canzone delle mosche (1936)
- C'è un'orchestra sincopata (1941)
- Ciribiribin (1942)
- Colei che debbo amare (1938)
- Come l'ombra (1942)
- Contemplazione (1936)
- Danza con me (1939)
- Dove e quando (1938)
- È quel fox-trot (1938)
- Forse tu (1941?)
- Herzklopfen (=Batticuore) (1942)
- La Gelosia non è più di moda (1939)
- Il mio ritornello (1940)
- Io conosco un bar (1937)
- Non me ne importa niente (1938)
- Oh Ma Mà (1939)
- Oi Marì, oi Marì (1942)
- Piccolo naviglio (1938)
- Senti l'eco (1939)
- Senza parlar (1937)
- Topolino al mercato (1936)
- Tornerai (1937)
- Le Tristezze di San Luigi (1942)
- Tulilem blem blu (1937)
- Tulipan (1939)
- Ultimissime (1938)
- Valzer della fisarmonica (1936)

### Chansons avec accompagnement du Trio Lescano
- Brilla una stella in cielo (Alberto Rabagliati) (1940)
- C'è una barchetta (Maria Jottini) (1939)
- Cantando sotto la luna (Ernesto Bonino) (1942)
- Canzone del boscaiolo (Alberto Rabagliati) (1941)
- Che cosa importa a te? (Ernesto Bonino) (1942?)
- È arrivato l'ambasciatore (Nuccia Natali) (1938)
- E tu? (Gino Del Signore) (1937)
- La Famiglia canterina (Ernesto Bonino) (1941)
- Fascino slow (Emilio Livi) (1937)
- Firenze sogna (Oscar Carboni) (1939)
- Lasciati andare (Aldo Masseglia) (1937)
- Il Maestro improvvisa (Alberto Rabagliati) (1941)
- Ma le gambe (Enzo Aita) (1938)
- Manilla (Carlo Moreno) (1938)
- Maramao perché sei morto? (Maria Jottini) (1939)
- Non dimenticar le mie parole (Emilio Livi) (1937)
- Papà e mammà (Quartetto Cetra) (1938)
- Piccole stelle (Nuccia Natali) (1938)
- Il pesce e l'uccellino (Silvana Fioresi) (1941-42)
- Il Pinguino innamorato (Silvana Fioresi) (1940)
- Pippo non lo sa (Silvana Fioresi) (1940)
- Questa sera da me (Otello Boccaccini) (1940)
- Restiamo vicini (Silvana Fioresi) (1941)
- Segui il ritmo (Enzo Aita) (1938)
- Senti l'eco (Laura Barbieri) (1939)
- Signorina Grandi Firme (Carlo Moreno) (1938)
- Tango di Ramona (Harvedo Felicioli) (1937)
- Ti pi tin (Gianni Di Palma e Oscar Carboni) (1939)
- Tu che mi fai piangere (Emilio Livi) (1937)
- Ultime foglie (Gianni Di Palma) (1939)
- Una notte a Madera (Luciana Dolliver) (1938)

### Chansons de Caterinetta Lescano
- Il canto nel bosco (1941)
- La Barca dei sogni (1942)
- Nebbia (1941)
- Nel mio cuor c'è una casetta (1942)
- Nella Gabbia d'or (1942)
- Ritmando in sol (1942)
- Sorge il sol (1942)

## Adaptations pour la télévision
L’histoire du Trio est l’argument du film pour la télé Le ragazze dello swing, transmis en deux épisodes sur Rai Uno en septembre 2010. Le sujet est de Gabriele Eschenazi, la mise en scène de Maurizio Zaccaro; dans les rôles respectifs d’Alessandra, Giuditta et Caterinetta jouent les actrices Andrea Osvárt, Lotte Verbeek et Elise Schaap, tandis que Sylvia Kristel interprète la mère. Le feuilleton télévisé est toutefois farci d’imprécisions et de détails souvent délibérément faux (comme le dénoncent les commentaires approfondis publiés sur le site “Ricordando il trio Lescano”)

## Sources - Bibliographie
- Gian Franco Venè, Il Trio Lescano, dans La Canzone Italiana, Fabbri Editori, 1970, n. 13; 2e édition, 1987; 3e édition, 1994; p. 182-192
- Antonio Virgilio Savona et Michele L. Straniero, voix Lescano, dans Gino Castaldo (édité par), Dizionario della canzone italiana, Milano, Curcio, 1990, p. 900-901.
- Gianni Borgna, Storia della canzone italiana, Milano, Mondadori, 1992.  (ISBN 88-04-35899-8)
- Adriano Mazzoletti, Il jazz in Italia, I, Dalle origini alle grandi orchestre, Torino, EDT, 2004, p. 333-334.  (ISBN 88-7063-704-2)
- Parlami d'amore Mariù, édité par Roberto Gervaso, Rizzoli, Milano, 1983

- (en) Cet article est partiellement ou en totalité issu de l’article de Wikipédia en anglais intitulé « Trio Lescano » (voir la liste des auteurs).